# Могила Мэттью Стэнфорда Робисона
Мемориал Мэтью Стэнфорда Робисона — памятник, расположенный на кладбище Солт-Лейк-Сити. Разработан Эрнестом Робисоном, отцом 10-летнего Мэттью Стэнфорда Робисона. Родители Мэттью решили сделать его могилу местом радости и вдохновения. Мемориал изображает мальчика, который встает из инвалидной коляски и поднимает левую руку к небу.

## История
Мэттью Стэнфорд Робисон родился инвалидом 23 сентября 1988 года в Солт-Лейк-Сити, штат Юта в семье Эрнеста и Аннеке Робисон. Врачи сообщили родителям, что их сын не выживет. Мальчику не хватило кислорода при рождении, он был слеп и частично парализован, однако, вопреки прогнозам, прожил десять лет.
В 1993 году Робисоны основали некоммерческую организацию под названием «Ability Found» («Обретение способностей»), чтобы помочь людям с ограниченными возможностями покупать оборудование. Некоммерческая организация помогает людям с церебральным параличом, расщеплением позвоночника, рассеянным склерозом, инсультом, раком и травмами. Фонд продает копии памятного памятника мальчику.
Отец Мэттью решил поставить памятник сыну в 2000 году. Статуя на могиле изображает Мэттью Стэнфорда Робисона, поднимающегося из инвалидной коляски и стремящегося к небу. Мемориал призван изобразить ребёнка в загробной жизни, свободного от земных невзгод.
Эпитафия на обратной стороне памятника гласит:

В память о тех, кто более тесно ходит в руках Бога и кто более смиренно поднимает мир, вдохновляя сердца людей своим наследием, полным любви, они снова возвращаются домой к Богу, чтобы созерцать Его лицо и навсегда исцелиться в радости.
Оригинальный текст (англ.)In memory of those who walk more closely in the hands of God And who more humbly lift the world inspiring the hearts of men With their legacy complete In love, they return home again to God To behold his face and be wholly healed In joy forever more.

Фотография мемориала и часть некролога были опубликованы на Reddit и стали вирусными. Место захоронения стало туристической достопримечательностью Юты, посещение которой можно заказать на нескольких туристических сайтах.